# 里卡多·梅洛
里卡多·梅洛（葡萄牙語：Ricardo Mello，1980年12月21日—），巴西男子職業網球運動員，1999年成為職業網球員。

## 外部連結
- 里卡多·梅洛（英文/西班牙文）的官方資料
- 里卡多·梅洛的國際網球總會 職業／青少年 官方資料（英文）
- 里卡多·梅洛的官方資料（英文）